# Ибба (герцог)
Ибба (лат. Ibba; умер не ранее 513) — остготский военачальник начала VI века, ведший успешные военные действия против франков и бургундов.

## Биография

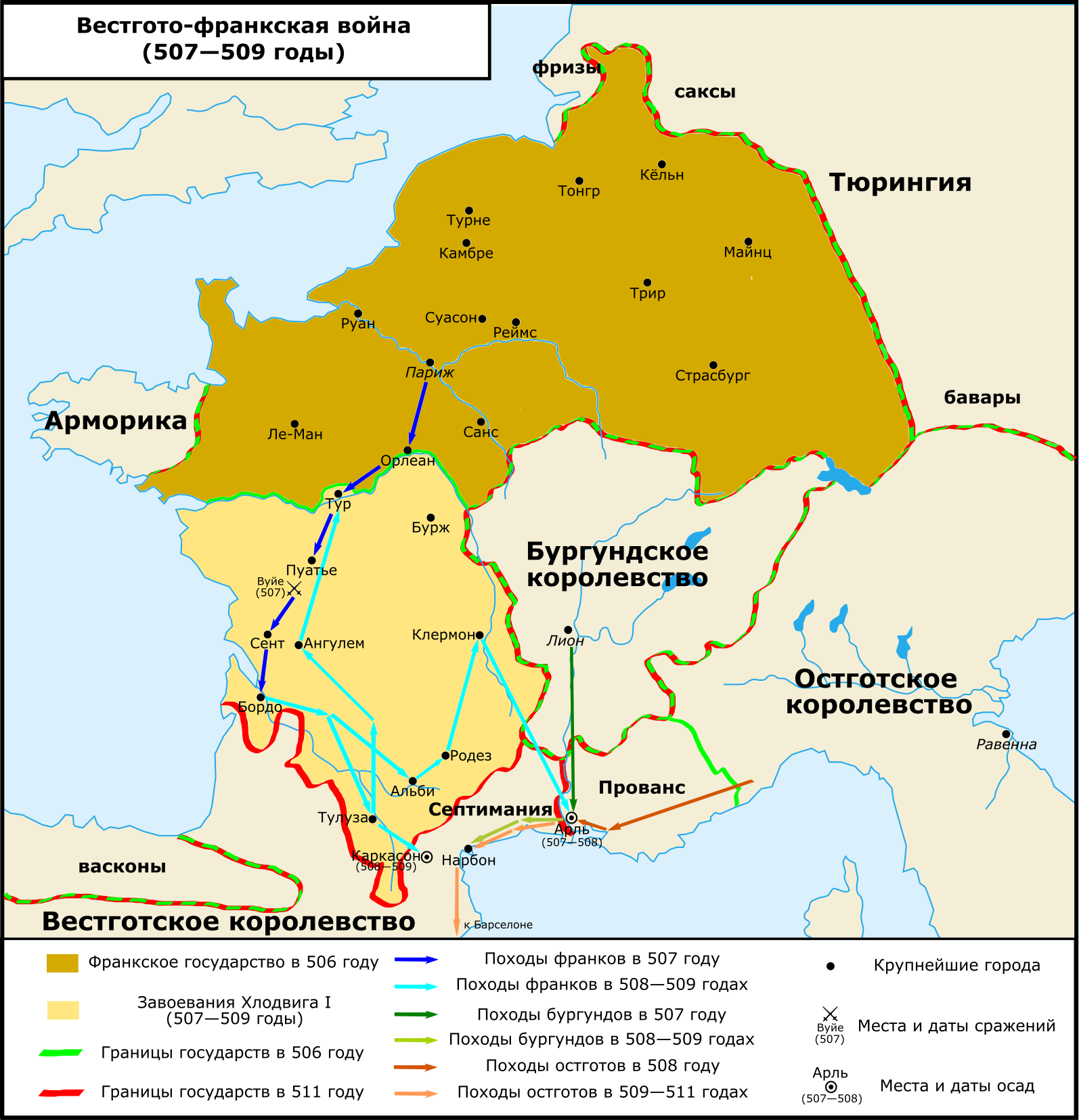
Вестгото-франкская война (507—509)

О деятельности Иббы сообщают многие средневековые исторические источники, в которых освещаются обстоятельства вестгото-франкской войны 507—509 годов. Среди них, «Сарагосская хроника», «О происхождении и деяниях гетов» Иордана, «История готов» Исидора Сивильского и послания из собрания писем Магна Аврелия Кассиодора.
О происхождении и ранних годах жизни Иббы ничего не известно. Первое упоминание о нём датировано 508 годом. В то время союзники остготов, вестготы, уже больше года вели войну с франками и бургундами. Потерпев в 507 году в битве при Вуйе тяжёлое поражение от правителя франков Хлодвига I и потеряв убитым своего короля Алариха II, вестготы утратили контроль над большей частью своих галльских владений. Серьёзное сопротивление захватчикам смогли оказать лишь некоторые районы Вестготского королевства: в 508 году в Септимании отпор франкам сумел организовать незаконнорожденный сын короля Алариха II Гезалех, а находившиеся с 507 года в осаде жители Арля успешно сдерживали атаки соединённого франкско-бургундского войска.
Из-за ведшихся в 507 году военных действий против византийцев императора Анастасия I, король остготов Теодорих Великий не смог своевременно оказать военную помощь вестготам. Только 24 июня 508 года был начат сбор нового войска, предназначенного для похода в Прованс. Командование этой армией было возложено на комита Иббу.
Прибывшие, вероятно, в августе или осенью в окрестности Арля остготы атаковали с севера на левом берегу Роны франко-бургундское войско, располагавшееся на обоих берегах реки. Нападение Тулума, подчинённого Иббе, позволило остготам пробиться на правый берег и после ожесточённых боёв взять под контроль единственный в этом месте мост через реку, который соединял город с островом Камарг. Войско франков и бургундов, сняв осаду, укрепилось в своём лагере, но атакованное здесь остготами, потерпело тяжёлое поражение, потеряв, по свидетельству Иордана, убитыми около 30 000 человек. После этой победы остготы вошли в освобождённый от осады Арль, ведя с собой «огромное число» пленных, которые заполнили все базилики и даже дом епископа. Сохранилось свидетельство, что епископ Арля Цезарий расплавил золотую и серебряную церковную утварь, чтобы выкупить пленников.
К 510 году Иббе и другим остготским военачальникам (Маммо и Тулуину) удалось полностью очистить Прованс от бургундских и франкских войск. О ходе этой военной компании исторические источники сообщают не очень много подробностей. Среди упоминаемых в этой связи событий — отвоевание остготами Марселя, ранее захваченного бургундами, снятие осады с Каркасона, где находилась часть сокровищницы вестготских королей, а также разорение галльских земель. После установления полного контроля над Провансом эти земли не были возвращены вестготам, а стали частью Остготского королевства. Успешная деятельность Иббы была очень высоко оценена королём Теодорихом Великим, удостоившим своего военачальника титулами герцога и vir sublimis.
Ликвидировав угрозу захвата Прованса франками и бургундами, в 510 году Ибба по повелению короля Теодориха выступил в поход против укрепившегося в Септимании Гезалеха. Этот незаконнорождённый сын Алариха II провозгласил себя королём вестготов, в то время как правитель остготов поддержал другого претендента на престол, законного сына Алариха и своего родного внука Амалариха. Возглавляемое Иббой войско нанесло поражение Гезалеху, заставив того бежать сначала ко двору короля вандалов Тразамунда, а затем в ещё слабо контролируемые франками районы Галлии. В 511 или 513 году Гезалех, возможно, не без содействия франков, собрал на полученные от Тразамунда деньги новое войско и, перейдя Пиренеи, попытался захватить Барселону. Однако в окрестностях этого города он снова был разбит в сражении войском Иббы. Гезалех бежал, но был схвачен (неизвестно кем, вестготами или бургундами) и казнён.
Вероятно, вплоть до 513 года в руках Иббы находилась реальная власть над Вестготским королевством. На основании данных «Сарагосской хроники» предполагается, что только в этом году состоялось провозглашение Амалариха королём вестготов, а Теодориха Великого — его опекуном. Возможно, в это же время новым управляющим Вестготским государством от имени малолетнего короля был назначен Теудис. О дальнейшей судьбе Иббы сведений в исторических источниках не сохранилось.

## Комментарии
1. ↑  Упоминается также под именами Геббан[1] и Хильдебранд[2].